# U-21号潜艇 (1913年)
陛下之21号潜艇是德意志帝国海军于第一次世界大战爆发前建造的一艘潜艇或称U艇，也是首批搭载柴油发动机的德国潜艇之一。它由但泽的帝国船厂承建，于1913年2月8日下水，至同年10月22日交付使用。它标配有四具鱼雷发射管和一门单座甲板炮；在运用过程中又增加了第二门炮。
1914年9月，U-21号在福斯湾摧毁了英国巡洋舰探路者号，成为史上第一艘用自推进式鱼雷击沉舰船的潜艇。同年晚些时候，它还在英吉利海峡和爱尔兰海击沉了几艘运输船，并全数符合当时生效的巡洋交战规则。1915年初，U-21号被转移至地中海，以支援奥斯曼帝国抵抗英法联军在达达尼尔战役中的进攻。抵达地中海后不久，它便击沉了正在加里波利半岛炮击奥斯曼阵地的英国战列舰凯旋号和庄严号。1916年它在地中海取得了进一步的成就，包括于2月击沉法国装甲巡洋舰沙内将军号。
整个1916年，U-21号都以U-36号（德語：SM U 36）的名义在奥匈帝国海军服役，因为当时德国尚未向意大利宣战，故而不能悬挂德国旗帜合法地攻击意大利军舰。它于1917年3月返回德国，参加了针对英国海上贸易的无限制潜艇战。1918年，该艇退出前线服役，转而用作培训潜艇新船员的训练艇。U-21号在战争中幸存了下来，但在1919年被拖曳至英国正式投降的途中意外沉没。

## 设计
U-21号被德意志帝国海军定义为双层远洋潜艇，全长64.15米、舷宽6米，有8.1米的总高和3.58米的吃水深度。艇只的水上排水量为650吨，水下排水量为837吨。其推进系统由两台猛狮制造、用于水上的八缸二冲程柴油发动机以及两台由AEG制造、用于水下的双电动发电机组成。U-21号是首批搭载柴油发动机的德国潜艇。电动机由两组110节电池驱动。U-21号在水上的最高速度为15.4節（28.5每小時），水下最高速度为9.5節（17.6每小時）。转向由艏、艉各一对的水平舵和一副方向舵控制。
U-21号装备有四具直径为500毫米的鱼雷发射管，其中艏、艉各两具，并可携带合共6枚鱼雷。在水上武器方面，它起初装备有一门转膛炮，至1914年底被一门88毫米30倍径速射炮所取代；1916年则再增加一门88毫米炮。潜艇的标准船员编制为4名军官和31名水兵。

## 服役历史
U-21号是由德意志帝国海军于1910年11月25日向但泽的帝国船厂订购。艇只自1911年10月27日开始铺设龙骨，至1913年2月8日下水。在舾装工序完成后，它于1913年10月22日交付使用。

### 北海行动
当第一次世界大战于1914年8月爆发后，U-21号负责驻守德意志湾的黑尔戈兰岛，受海军上尉奥托·赫辛指挥。8月上旬，赫辛率领U-21号与姊妹艇U-19号、U-22号以及U-24号一同，前往霍夫登海域实施战术侦察，进而深入英吉利海峡，对渡海的英国远征军运输船队发起攻击——根据德国人的情报，英国远征军将于8月8日后横渡海峡在比利时登陆。然而，除U-21号外，参与行动的另外三艘潜艇均因机械故障提前折返。另外，实际上英国远征军的预定登陆时间是8月15日至17日，因此德国人的情报是完全错误的。但此次出击也并非一无所获，唯一完成侦察任务的U-21号带回了有关英国东岸舰艇巡逻布防活动的重要情报，为德军后续行动提供了参考。8月14日，U-21号再与U-19号和U-22号联袂出击，重点搜索挪威埃格尔松至苏格兰彼得黑德沿线海域。这次巡逻是为了找到英国的封锁线并收集情报，期间曾在挪威海岸发现了一艘巡洋舰和一艘驱逐舰，但因英军防护严密而攻击无果。赫辛指挥的U-21号成为此轮行动中的亮点，该艇累计航行1,600海里（3,000）而没有出现任何问题，充分证明了这种小型柴油潜艇的巨大战斗潜能。当月下旬，赫辛还试图进入福斯湾——一个英国皇家海军的主要基地，但没有成功。

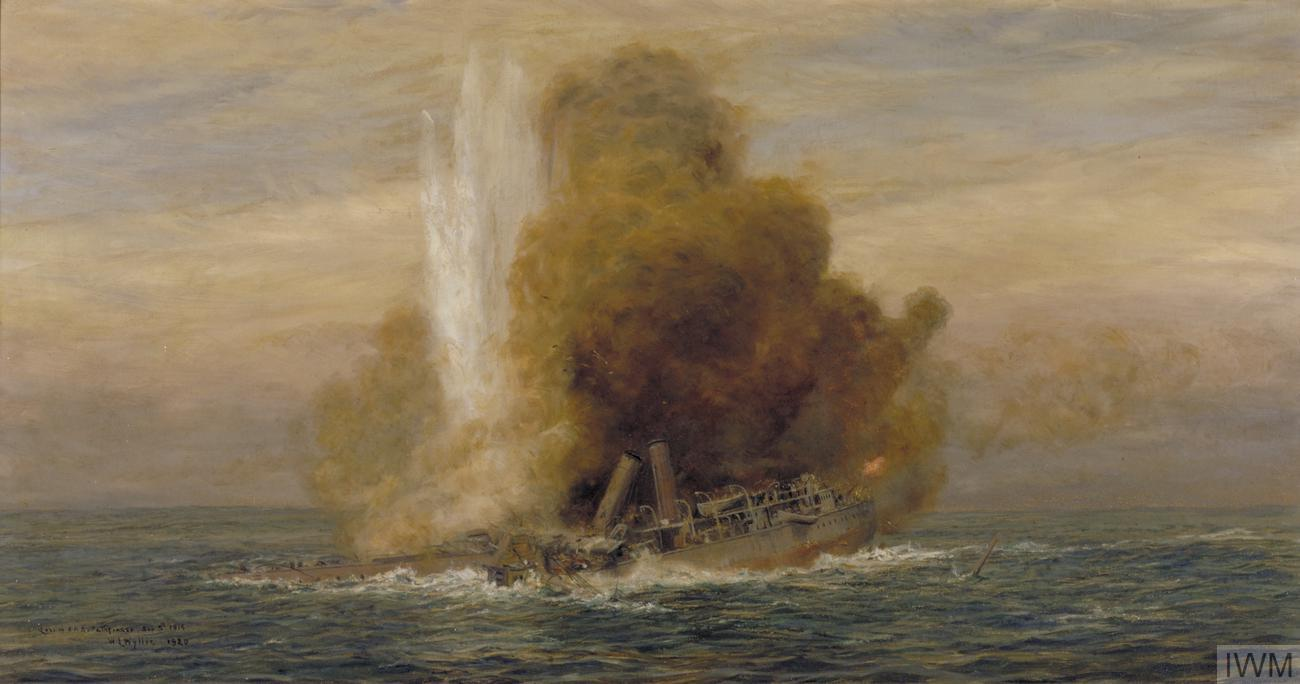
由威廉·莱昂内尔·怀利描绘的探路者号轻巡洋舰被击沉场景

1914年9月初，U-21号取得了潜艇部队参战以来的首个战果。9月5日下午，它在五月岛与英国第4驱逐分舰队不期而遇，该编队的旗舰为轻巡洋舰探路者号。在赫辛将潜艇浮出水面对电池进行充电时，一个瞭望员发现了海平面上探路者号的烟囱冒出的烟。U-21号遂潜入水中发动攻击，但是探路者号随即调转了巡逻线；U-21号在水下无法追上探路者号，因此赫辛停止了追击，重新开始充电。此后不久，探路者号再次改变航向，回到U-21号面前。赫辛调整到攻击阵位，发射了一枚鱼雷，并命中探路者号的司令塔后方。鱼雷进而引爆了探路者号的一个弹药舱，使该舰在一次大爆炸中被摧毁。在探路者号完全沉没之前，英国人只来得及放下一艘救生艇。其他幸存者则被赶到现场的鱼雷艇发现紧紧趴在残骸上。探路者号就此成为史上第一艘被当代潜艇击沉的军舰。共有261名水兵在袭击中丧生。
11月14日，U-21号截获了法国轮船孔雀石号（Malachite）；它强迫该船停下来检查货物清单，命令其船员弃船，然后用潜艇的甲板炮击沉了孔雀石号。三天后，U-21号的下一项战果来自英国的煤船普里莫号（Primo），这艘煤矿船也依据通商破坏的巡洋交战规则被击沉。这两者分别是在受限制潜艇战中被击沉的第一艘法国和英国商船。
1915年1月22日，赫辛率U-21号突破过英吉利海峡的多佛尔屏障，驶入爱尔兰海。它炮击了沃尔尼岛上的一个飞行场，但岸基炮台的反击很快迫使其撤退。下一周，U-21号又拦截下英国煤船本克鲁亨号（Ben Cruachan），并在疏散对方船员后通过自沉炸药将其摧毁。当天晚些时候，即1月30日，U-21号还逼停并击沉了英国轮船琳达·布兰奇号（Linda Blanche）和基尔川号（Kilcoan）。在这两起事件中，赫辛都遵守了缴获规则，包括拦下一艘经过的拖网渔船，让其接载被缴获船只的船员。在取得这些成就后，U-21号撤离了该地区，以避开在沉船事件发生后会到达现场的英国巡逻队。它再度突破多佛尔屏障后，返回了威廉港。

### 首航地中海
一战爆发后不久，德国人便利用奥斯曼帝国对高加索地区的野心和格本号大巡洋舰将对方绑入自己的阵营。但就地中海地区同盟国与协约国的海上实力对比而言，仅一艘格本号显然无力对抗英法海军。因此，向地中海派遣潜艇就成了德国海军的必然选择。1915年4月25日，赫辛率U-21号从埃姆登港出发，以奥匈帝国海军位于亚得里亚海的卡塔罗军港为目的地，开启了行程逾4,000海里（7,400）、耗时达18天的征途。U-21号向北绕行苏格兰以避开多佛尔海峡巡逻船，并至菲尼斯特雷角与隶属汉堡-美洲航运公司的货轮马尔萨拉号（Marsala）会合，后者搭载有食物、燃油等物资。两者一同驶入科尔库维翁完成补给，但不幸的是，马尔萨拉号准备的12吨燃油是劣质油，无法在艇载柴油发动机中燃烧；U-21号只剩下不足一半的燃料，而前往奥匈帝国的航程也只走了一半。赫辛被迫尽量节省燃料借助洋流前进，并最大限度避免潜航，这增加了被协约国发现的风险。在途中，德国人设法避开了那些可能会报告其方位的英法鱼雷艇和运输船的巡逻，最终于5月31日抵达卡塔罗港，此时舱内仅剩1.8吨燃油。
5月中旬，U-21号在位于普拉和卡塔罗的奥匈帝国潜艇基地驻泊了一周，期间得到奥匈帝国海军潜艇指挥官格奥尔格·冯·特拉普的拜访。在接下来的几个月里，其他几艘德国潜艇也陆续抵达地中海与U-21号会合，这是因为在加利波利半岛的奥斯曼地面部队请求援助，他们于协约国军舰的炮击中伤亡惨重。驰援的潜艇包括U-33号、U-34号、U-35号以及U-39号。

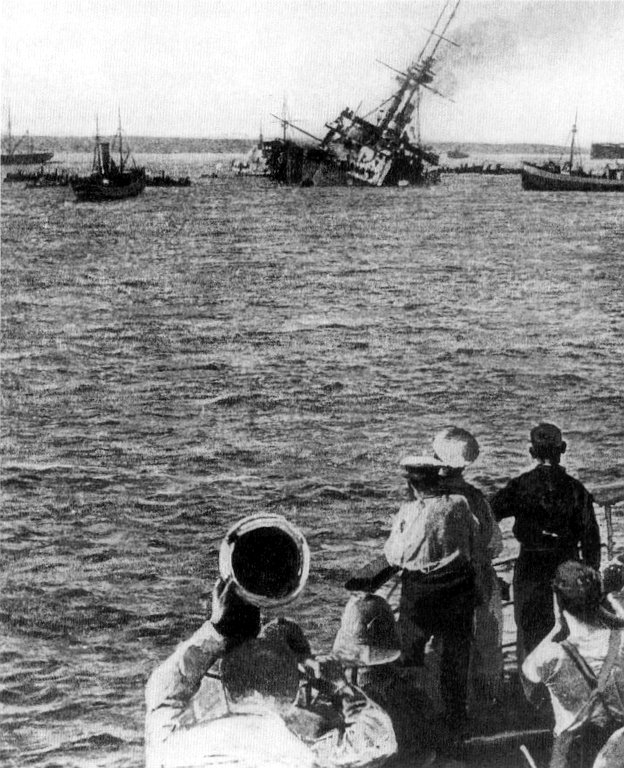
庄严号遭U-21号的鱼雷命中

U-21号于5月25日抵达加里波利附近的作战区域；它在那里遭遇了英国的前无畏战列舰凯旋号。赫辛遂命潜艇驶至距离目标300碼（270）的地方，并发射了一枚鱼雷，击中了凯旋号。然后，U-21号潜入正在下沉的战列舰下方，以躲避追捕它的驱逐舰。赫辛将他的艇只驶入海底，等待协约国放弃追捕。在海底停留了28个小时后，U-21号才浮出水面，重新为蓄电池充电，并带来新鲜空气。5月27日，赫辛攻击并击沉了第二艘战列舰——英国皇家海军的庄严号。这一次，英国人试图用防鱼雷网和几艘小船保护庄严号，但赫辛仍然能够以鱼雷透过防线瞄准目标。庄严号在4分钟内沉没。这两次战果带来了巨大的好处：所有协约国主力舰都撤退至受保护的锚地，因此无法继续炮击半岛上的奥斯曼阵地。由于这两次的成功，U-21号船员获德皇威廉二世授予了铁十字勋章，而赫辛本人则获颁德国的最高英勇奖项——功勳勳章。
在击沉庄严号之后，赫辛率其潜艇在一个土耳其港口加油，然后试图通过达达尼尔海峡的危险航道前往君士坦丁堡。在穿越海峡时，U-21号差点被卷入漩涡，但德国人设法逃脱了。抵达奥斯曼帝国首都后，恩维尔帕夏为船员举行了盛大的欢迎仪式。U-21号需要进行大量的维护工作，因此在维修期间，船员们获准上岸休息一个月。维护工作一完成，U-21号便开始在达达尼尔海峡进行另一次巡逻。期间赫辛发现了协约国的军火运输船迦太基号（Carthage），遂发射鱼雷将其击沉。在稍后的巡逻中，协约国拖网渔船上的一个瞭望哨发现了U-21号的潜望镜；德国人被迫紧急下潜以避免被撞，但此举却使他们陷入了一个雷区。潜艇艉部触发了一枚水雷，但没有造成重大损害，U-21号得以撤退回君士坦丁堡。
U-21号其后被转移至黑海，并在那里与UB-14号潜艇成为新组建的黑海区舰队的核心。1915年9月，U-21号在地中海东部进行了另一次巡逻。与此同时，协约国用水雷和网栅对达达尼尔海峡进行了全面封锁，以防止潜艇在君士坦丁堡以外水域活动。由于无法返回君士坦丁堡，赫辛只得将其潜艇驶回卡塔罗。德国与意大利直至1916年8月才正式处于交战状态。于是在此之前，尽管意大利正与奥匈帝国交战，德国的U艇却不能合法地攻击意大利船只。为了规避这一限制，在地中海作战的德国潜艇被编入奥匈帝国海军序列，但其德国船员仍留在艇内。在抵达卡塔罗后，U-21号即被奥匈帝国重命名为U-36号。在1916年8月27日意大利对德宣战之前，它一直以此名称服役。
在此期间，U-36号开始在破坏协约国海上通商方面取得进展。1916年2月1日，它击沉了英国轮船美好法国号（SS Belle of France）。一周后，U-36号又在叙利亚海岸以鱼雷击沉了法国法国装甲巡洋舰沙内将军号。该巡洋舰迅速沉没，伤亡惨重；427名船员随同舰只一起葬身大海。1916年初，U-36号在西西里岛附近巡逻时遇到了一艘协约国Q船，这是一艘伪装成手无寸铁商船的辅助巡洋舰。U-36号向Q船的船艏开了一枪，但对方拒绝停船，并用一门小型甲板炮还击。赫辛决定靠近并击沉这艘船，后者随即露出了它的重型武器。赫辛被炮弹碎片击伤，且不得不在烟幕的掩护下撤回了他的潜艇，然后潜入水中逃跑。
4月30日，赫辛击沉了英国轮船勒克瑙城号（City of Lucknow）。10月26日至28日，他在科西嘉岛附近击沉了三艘意大利小型帆船；10月31日，U-21号又将5838吨重的格伦洛根号轮船（Glenlogan）送入海底。在接下来的三天里，则有轮船伯纳多·卡纳莱号（Bernardo Canale）、斗牛士号（Torero）以及两艘小型帆船，合共四艘意大利籍船只在西西里岛附近被击沉。12月23日，U-21号还在克里特岛东部用鱼雷击中了英国轮船贝纳尔德号（SS Benalder），但该船仍能设法到达亚历山大港。

### 重返北海
1917年初，U-21号被召回德国，以加入对英国发动的无限制潜艇战。在途中，它于2月16日在波尔图附近停留并击沉了两艘英国帆船，第二天又击沉了两艘葡萄牙帆船。2月20日，U-21号在比斯开湾击沉法国轮船酋长号（Cacique）。两天后在西部航道，它完成了对荷兰轮船万隆号（Bandoeng）的致命一击——该船此前曾于2月15日被UC-5号潜艇致损。当日还有七艘船只步万隆号的后尘，其中包括六艘荷兰轮船——厄姆兰号（Eemland）、加斯特兰号（Gaasterland）、雅加达号（Jacatra）、诺尔德代克号（Noorderdijk）、赞代克号（Zaandijk）和万鸦老号（Menado），以及挪威轮船诺曼纳号（Normanna）。在4月下旬的另一次巡逻中，赫辛又截获四艘船：4月22日的挪威籍伊斯克号（Giskö）和希欧多尔·威廉号（Theodore William），4月29日的灰姑娘号（Askepot），以及4月30日的俄罗斯籍博罗戴尔号（Borrowdale）。另一艘俄籍船只——林迪斯法恩号（Lindisfarne）也紧随其后于5月3日被击沉。英国轮船阿丹西号（Adansi）和基拉尼号（Killarney）分别于5月6日和8日遭到击沉。瑞典籍的波罗的海号（Baltic），则被证实是赫辛最后取得的战果，于6月27日遭击沉。
1917年8月，赫辛在爱尔兰西南部袭击了由14艘驱逐舰护航的15艘商船。他将U-21号带到了两艘护卫舰之间，短暂地用潜望镜测量了运输船的速度和航向，然后发射了两枚鱼雷并潜入水中。赫辛报称两枚鱼雷都取得命中，驱逐舰立即冲上前开始发动深水炸弹攻击。经过五个小时的搜寻未果，驱逐舰撤回，重新加入护航队。这段经历促使赫辛改变了未来攻击护航船队的策略；他不再从尽可能远的地方攻击运输船，而是选择在更近的距离发射鱼雷，然后潜到运输舰下方——在那里，驱逐舰将无法发射深水炸弹，以免对运输船造成伤害。1918年，U-21号被编入第三潜艇区舰队。至同年晚些时候，该艇退出前线服役，转而用作培训潜艇新船员的训练艇。它在战争中幸存了下来，但1919年2月22日，U-21号在被拖曳至英国正式投降的途中于北海意外沉没。
在通商破坏的过程中，U-21号共计击沉40艘舰船，容积总吨达113580吨；另计击伤2艘船只，总吨位为8918吨。被击沉的舰船包括两艘战列舰及两艘巡洋舰。在第一次世界大战期间，其成就仅次于U-9号。

## 袭击历史摘要

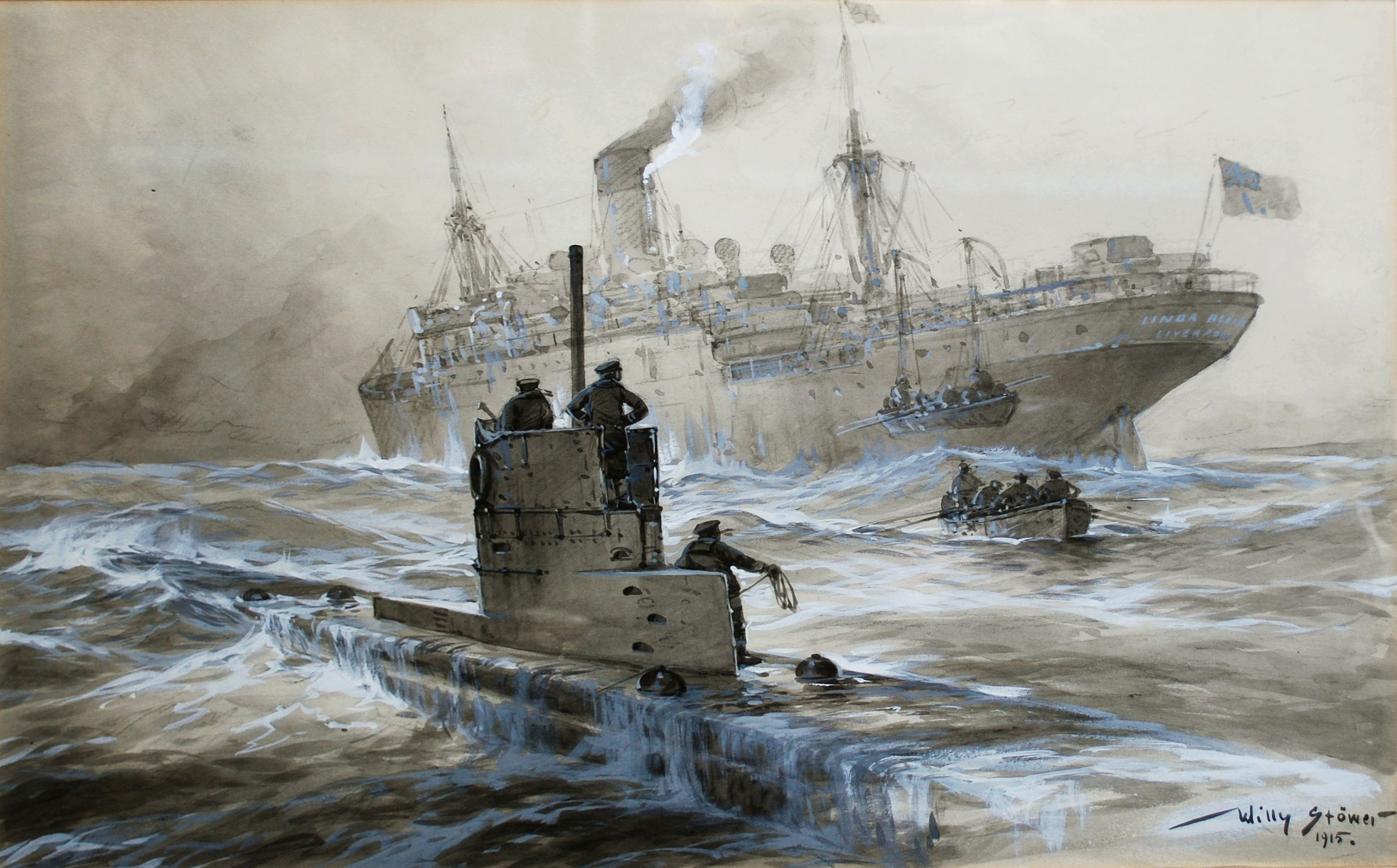
由威利·施特韦描绘的U-21号击沉琳达·布兰奇号场景

| 日期           | 船名            | 船籍         | 吨位  | 结局 |
| -------------- | --------------- | ------------ | ----- | ---- |
| 1914年9月5日   | 探路者号        | 英國皇家海軍 | 2940  | 击沉 |
| 1914年11月23日 | 孔雀石号        | 英国         | 718   | 击沉 |
| 1914年11月26日 | 普里莫号        | 英国         | 1366  | 击沉 |
| 1915年1月30日  | 本克鲁亨号      | 英国         | 3092  | 击沉 |
| 1915年1月30日  | 基尔川号        | 英国         | 456   | 击沉 |
| 1915年1月30日  | 琳达·布兰奇号   | 英国         | 369   | 击沉 |
| 1915年5月25日  | 凯旋号          | 英國皇家海軍 | 11985 | 击沉 |
| 1915年5月27日  | 庄严号          | 英國皇家海軍 | 14900 | 击沉 |
| 1915年7月4日   | 迦太基号        | 法國         | 5601  | 击沉 |
| 1916年2月1日   | 美好法国号      | 英国         | 3876  | 击沉 |
| 1916年2月8日   | 沙内将军号      | 法國國家海軍 | 4750  | 击沉 |
| 1916年4月30日  | 勒克瑙城号      | 英国         | 3669  | 击沉 |
| 1916年10月26日 | 马里纳·G号      | 意大利       | 154   | 击沉 |
| 1916年10月28日 | 吉尔达·R号      | 意大利       | 37    | 击沉 |
| 1916年10月28日 | 三兄弟·D号      | 意大利       | 190   | 击沉 |
| 1916年10月31日 | 格伦洛根号      | 英国         | 5838  | 击沉 |
| 1916年11月1日  | 伯纳多·卡纳莱号 | 意大利       | 1346  | 击沉 |
| 1916年11月1日  | 斗牛士号        | 意大利       | 767   | 击沉 |
| 1916年11月2日  | 圣安东尼奥号    | 意大利       | 113   | 击沉 |
| 1916年11月3日  | 圣乔治号        | 意大利       | 258   | 击沉 |
| 1916年12月23日 | 贝纳尔德号      | 英国         | 3044  | 击伤 |
| 1917年2月16日  | 马约拉号        | 英国         | 146   | 击沉 |
| 1917年2月16日  | 玫瑰多萝西娅号  | 英国         | 147   | 击沉 |
| 1917年2月17日  | 伊米莉亚·I号    | 葡萄牙       | 25    | 击沉 |
| 1917年2月17日  | 利马号          | 葡萄牙       | 108   | 击沉 |
| 1917年2月20日  | 酋长号          | 法國         | 2917  | 击沉 |
| 1917年2月22日  | 万隆号          | 荷蘭         | 5851  | 击沉 |
| 1917年2月22日  | 厄姆兰号        | 荷蘭         | 3770  | 击沉 |
| 1917年2月22日  | 加斯特兰号      | 荷蘭         | 3917  | 击沉 |
| 1917年2月22日  | 雅加达号        | 荷蘭         | 5373  | 击沉 |
| 1917年2月22日  | 诺尔德代克号    | 荷蘭         | 7166  | 击沉 |
| 1917年2月22日  | 诺曼纳号        | 挪威         | 2900  | 击沉 |
| 1917年2月22日  | 赞代克号        | 荷蘭         | 4189  | 击沉 |
| 1917年2月22日  | 万鸦老号        | 荷蘭         | 5874  | 击伤 |
| 1917年4月22日  | 伊斯克号        | 挪威         | 1643  | 击沉 |
| 1917年4月22日  | 希欧多尔·威廉号 | 挪威         | 3057  | 击沉 |
| 1917年4月29日  | 灰姑娘号        | 挪威         | 1793  | 击沉 |
| 1917年4月30日  | 博罗戴尔号      | 俄罗斯       | 1268  | 击沉 |
| 1917年5月3日   | 林迪斯法恩号    | 俄罗斯       | 1703  | 击沉 |
| 1917年5月6日   | 阿丹西号        | 英国         | 2644  | 击沉 |
| 1917年5月8日   | 基拉尼号        | 英国         | 1413  | 击沉 |
| 1917年6月27日  | 波罗的海号      | 瑞典         | 1125  | 击沉 |

## 脚注
1. ↑  Helgason, Guðmundur. . German and Austrian U-boats of World War I - Kaiserliche Marine - Uboat.net.   [21 December 2014].
2. ↑  Helgason, Guðmundur. . German and Austrian U-boats of World War I - Kaiserliche Marine - Uboat.net.   [21 December 2014].
3. ↑  Gröner，第4页
4. ↑  Gröner，第5页
5. 1 2 3 4 5  Helgason, Guðmundur. . German and Austrian U-boats of World War I - Kaiserliche Marine - Uboat.net.   [26 July 2014].
6. ↑  Gröner，第4–6页
7. ↑  陈进，第6页
8. ↑  陈进，第7页
9. ↑  Gray，第44–45页
10. ↑  Gray，第46页
11. ↑  Lowell，第8页
12. ↑  Williamson，第33页
13. ↑  Sondhaus，第33页
14. ↑  Gray，第67–68页
15. ↑  Lowell，第52页
16. ↑  Gray，第78–79页
17. ↑  Lowell，第54页
18. ↑  陈进，第50页
19. 1 2  O'Connell，第144, 190页
20. ↑  陈进，第51页
21. ↑  Gray，第121–122页
22. ↑  O'Connell，第191页
23. ↑  Gray，第119–120页
24. ↑  Gray，第123–124页
25. ↑  O'Connell，第165页
26. ↑  Paine，第533页
27. ↑  Gray，第126–128页
28. ↑  Gray，第129页
29. ↑  O'Connell，第77页
30. ↑  Gardiner & Gray，第341页
31. ↑  Sondhaus，第181页
32. ↑  Lowell，第75–76页
33. ↑  Lowell，第76页
34. ↑  Gray，第204–205页
35. ↑  Lowell，第220页
36. ↑  Williamson，第203页
37. ↑  Gröner，第6页
38. ↑  Helgason, Guðmundur. . German and Austrian U-boats of World War I - Kaiserliche Marine - Uboat.net.   [21 December 2014].